# Bridge of Ruim
Die Bridge of Ruim ist eine Straßenbrücke nahe der schottischen Ortschaft Alyth in der Council Area Perth and Kinross. 1971 wurde die Brücke in die schottischen Denkmallisten in der höchsten Denkmalkategorie A aufgenommen.

## Beschreibung
Der Mauerwerksviadukt überspannt den Alyth Burn, dessen Unterlauf am Standort als Burn of Quiech bezeichnet wird, rund einen Kilometer östlich seiner Mündung in den Isla. Die Ortschaft Alyth befindet sich rund 2,5 Kilometer westlich. Die Bogenbrücke wurde im Jahre 1713 errichtet und ist heute ungenutzt und noch im Originalzustand erhalten. Die Bridge of Ruim überspannt den kleinen Bach mit einem einzelnen Rundbogen. Ihr Mauerwerk besteht aus Bruchstein. Die aus Steinplatten bestehende Fahrbahn ist 1,8 Meter breit und ist nicht durch Brüstungen gesichert.